# Agrotis rungsi
Agrotis rungsi là một loài bướm đêm trong họ Noctuidae.